# Едуард Малофеев
Едуард Василиевич Малофеев (роден на 2 юни 1942 г. в Красноярск) е бивш съветски футболист, нападател на „Сборная“. Заслужен майстор на спорта на СССР (1967). Впоследствие – съветски и беларуски футболен треньор, Заслужен треньор на Беларуска ССР (1979), Заслужен треньор на СССР (1989).

## Футболна кариера
Като централен нападател играе в Спартак (Москва) и Динамо (Минск). Има 41 участия в националния отбор на СССР, участник във финалите на Световното първенство през 1966 и на Европейското първенство през 1968 г.

## Треньорска кариера
Завършва висше треньорска школа, ръководи „Динамо“ (Минск) (1976-1983) и печели с него шампионската титла на СССР през 1982 г. Треньор на олимпийския отбор (1983-1984), и на сбория отбор на СССР през 1984–1986 г.

## Отличия
- Европейско първенство по футбол в Испания — вицешампион (сребърен медал) СССР 1964
- Световно първенство по футбол в Англия – 4 място СССР 1966
- Европейско първенство по футбол в Италия – 4 място СССР 1966

- Като треньор на СССР класира отбора за финалите на Световно първнство в Мексико – 1986.

- Шампионат на СССР — шампион (златен медал) с Спартак (Москва) 1962 – като футболист
- Шампионат на СССР – 3 място (бронзов медал) с Динамо (Минск) 1963 – като футболист
- Шампионат на СССР – 3 място (бронзов медал) с Спартак (Москва) 1961 – като футболист
- Шампионат на СССР — голмайстор с Динамо (Минск) 1971 – с 16 гола

- Шампионат на СССР — шампион (златен медал) с Динамо (Минск) 1982 – като треньор
- Шампионат на СССР – 3 място (бронзов медал) с Динамо (Минск) 1983 – като треньор
- Шампионат на Беларус – 2 място (сребърен медал) с Динамо (Минск) 2001 – като треньор
- Шампионат на Литва — шампион (златен медал) с Каунас 2005-2006 – като треньор
- Купа на Шотландия — шампион (златен медал) с Хартс 2006 – като треньор
- Шампионат на Беларус – 2 място (сребърен медал) с Шахтьор (Солигорск) 2010 – като треньор

- Вкарва във Висшата лига отбора на Динамо-Газовик през 1993 – като треньор
- Вкарва в Първа лига отбора на Анжи през 1996 – като треньор